# Falköpings VK
Falköpings Volleybollklubb är en volleybollklubb i Falköping. Klubben bildades 1976. Säsongen 2022/2023 hade klubben dam- och herrlag i division 3. Klubben har ett hundratal medlemmar.[källa behövs]